# Józef Boher Foix
Józef Boher Foix, hiszp. José Boher y Foix (ur. 2 listopada 1887 w Sant Salvador de Toló, zm. 13 sierpnia 1936 w Salàs de Pallars) – hiszpański kapłan z diecezji Urgell, męczennik chrześcijański i błogosławiony Kościoła rzymskokatolickiego, jeden z sześciu towarzyszy Józefa Tápiesa Sirvanta.
Kapłanem został w 1914 roku. Został zamordowany  z nienawiści do wiary (razem z sześcioma towarzyszami z tej samej diecezji) podczas prześladowań Kościoła  w czasie wojny domowej w Hiszpanii (1936-1939).
W dniu 29 października 2005 roku został beatyfikowany przez Benedykta XVI. Uroczystość odbyła się w bazylice św. Piotra na Watykanie a przewodniczył jej kardynał José Saraiva Martins.
Jego wspomnienie liturgiczne obchodzone jest 13 sierpnia.